# ミ23船団
ミ23船団（ミ23せんだん）とは、太平洋戦争後期の1944年10月に、日本本土からボルネオ島ミリへ、石油積み取りのため出航した日本の護送船団である。台湾海峡でアメリカ潜水艦の攻撃を受けてタンカー2隻を失い、レイテ島の戦い開始による情勢悪化の影響で目的地を変更してシンガポールに到着した。本船団を襲撃中にアメリカの潜水艦タングは自分の発射した魚雷が命中して沈没し、日本の石油輸送専用船団との交戦による唯一の喪失艦となった。

## 背景
太平洋戦争における日本の戦略上、占領した東南アジアからの石油の海上輸送は極めて重要であった。そこで日本は、シンガポール（当時の日本名は昭南）と門司を結ぶ高速のヒ船団と、ボルネオ島ミリと門司をマニラ経由で結ぶ低速のミ船団の2種類の石油タンカー船団を設定し、シーレーン防衛を図っていた。だが、バシー海峡周辺などに展開したアメリカ潜水艦の激しい攻撃にさらされ、大きな被害を出しつつあった。
1944年（昭和19年）10月当時、アメリカ軍は、10月20日のレイテ島上陸直前の状態にあった。アメリカ海軍は、反撃に出撃する日本艦隊や増援船団を阻止するため、本州南方から台湾、フィリピンの周辺海域にかけて45隻もの潜水艦を展開し、これまでで最も濃密な哨戒網を張っていた。10月12-16日にはレイテ島上陸の前哨戦である台湾沖航空戦が発生し、日本海軍の航空部隊は大打撃を受けて、貴重なレーダー装備の対潜哨戒機も多くが失われた。10月17日に捷一号作戦準備が発令されると海上護衛総司令部隷下の対潜哨戒機部隊も決戦用に駆り出され、基地が頻繁に空襲を受けて空中退避しなければならないこともあって、船団護衛への航空協力がまともにできない状態に陥った。
こうした中でミ23船団は計画された。船団名は通算23番目・ミリ行き往航12番目のミ船団を意味するが、船団番号に欠番があるため実際の運航順とは一致しない。#航海の経過で詳述のとおり、出航準備中に次便のミ25船団（初代）を吸収している。10隻の加入タンカーのうち正規の大型タンカーは2TL型戦時標準船宗像丸（昭和タンカー：10045総トン）のみで、その他は通常貨物船改装の松本丸及び同じく通常貨物船から設計変更して竣工が始まったばかりの2AT型戦時標準船5隻、中型の2TM型戦時標準船3隻という低性能船主体の構成であった。タンカー以外に特設工作艦白沙と貨物船等4隻が加入している。護衛部隊は海防艦5隻と旧式駆逐艦改装の哨戒艇2隻から成り、船団の指揮は白沙座乗の第8運航指揮官の山本雅一大佐が執った。海防艦のうち3隻は竣工間もない艦で、対潜訓練隊での教育を打ち切って実戦投入された。また、燃料消費量が多いタービン機関搭載の丁型海防艦のため、途中での燃料補給が必要となっている。
日本の海上護衛総司令部もフィリピンへの反攻作戦が差し迫っていることに気付いており、ミ23船団を従来のミ船団と航路変更してマニラを経由させず、インドシナ半島沿いに南下してフィリピンを迂回し、サンジャック（聖雀、現在のブンタウ）を経由する航路を指示した。ミ船団の本来の目的地はミリであるが、サンジャックから先の行程の護衛は追って指示とされている。ミ船団と合同運航することの多かったフィリピン向けの軍隊輸送船も同行しなかった。

## 航海の経過

### 出航準備
10月2日、第1海上護衛隊はミ23船団（10月7日出航予定）とミ25船団（10月12日出航予定）の護衛部隊の編成を決定した。輸送船（詳細不明）と特設工作艦白沙、護衛の海防艦2隻・哨戒艇1隻から成るミ23船団は門司に集結し、10月8日に「白沙」特務艦長の加賀山外雄大佐の指揮で三池港へ前進したが、10月10日に第1海上護衛隊から、ミ23船団およびモマ05船団は別命あるまで警戒待機するよう指示された。
一方、ミ23船団の次の往航ミ船団としてミ25船団も門司で編成され、輸送船（詳細不明）と護衛の海防艦3隻・哨戒艇1隻が集結し、第8運航指揮班が船団指揮に配当された。ミ25船団は10月12-13日に門司で艦長と航海長らを集めて船団会議を行った。その後、まず10月14日に第38号海防艦と第46号海防艦がミ23船団に移籍されて三池に向かい、同日夕にはミ25船団全体がミ23船団に統合された。ミ25船団を指揮する予定だった第8運航指揮官山本大佐が、統合後のミ23船団の指揮を執ることになり、同運航指揮班はミ23船団の嚮導船である「白沙」に移乗した。
ミ23船団は三池で10月15日に出撃準備を完了し、佐世保港に移動。10月17日に佐世保鎮守府で船団会議を開いた。

### 九州から馬公まで
10月18日、ミ23船団は佐世保を出撃し、同日夜は伊万里湾で仮泊した後、翌19日朝に日本本土を発った。船団速力は8ノットの低速である。船団は敵潜水艦の襲撃を警戒して、水深が浅く潜水艦の行動が難しい大陸沿岸を進むことにし、対馬海峡を横断すると、20日に朝鮮半島南岸の高興郡羅老湾、22日に舟山群島というゆっくりとした行程をたどった。この間、19日午後3時ころに、船団は対馬海峡上の北緯33度32分 東経128度43分 / 北緯33.533度 東経128.717度地点で敵潜水艦らしきものを探知し、第38号海防艦と第102号哨戒艇が佐世保海軍航空隊の水上機1機と協同して爆雷により敵潜水艦1隻撃沈おおむね確実と報告したが、アメリカ側記録によると該当喪失艦はない。
10月24日午前11時、台湾北西の東引島付近で高雄港行きの貨物船広田丸、陽海丸と貨客船「雲仙丸」が第38号哨戒艇と第102号哨戒艇に護衛されて分離した。船団本隊は、同日午後10時30分に平潭県牛山島沖を通過して台湾海峡に入った。狭く水深の浅い台湾海峡は日本側にとって潜水艦の危険が小さい安全な海域と思われていたが実はこのとき、アメリカの潜水艦タングがリチャード・オカーン艦長の判断により他艦とのウルフパックを組まずに単独で台湾海峡内に待ち伏せており、ミ23船団を発見していた。タングは、昨23日未明にウ03船団のタンカー3隻を付近で撃沈破したばかりであった。

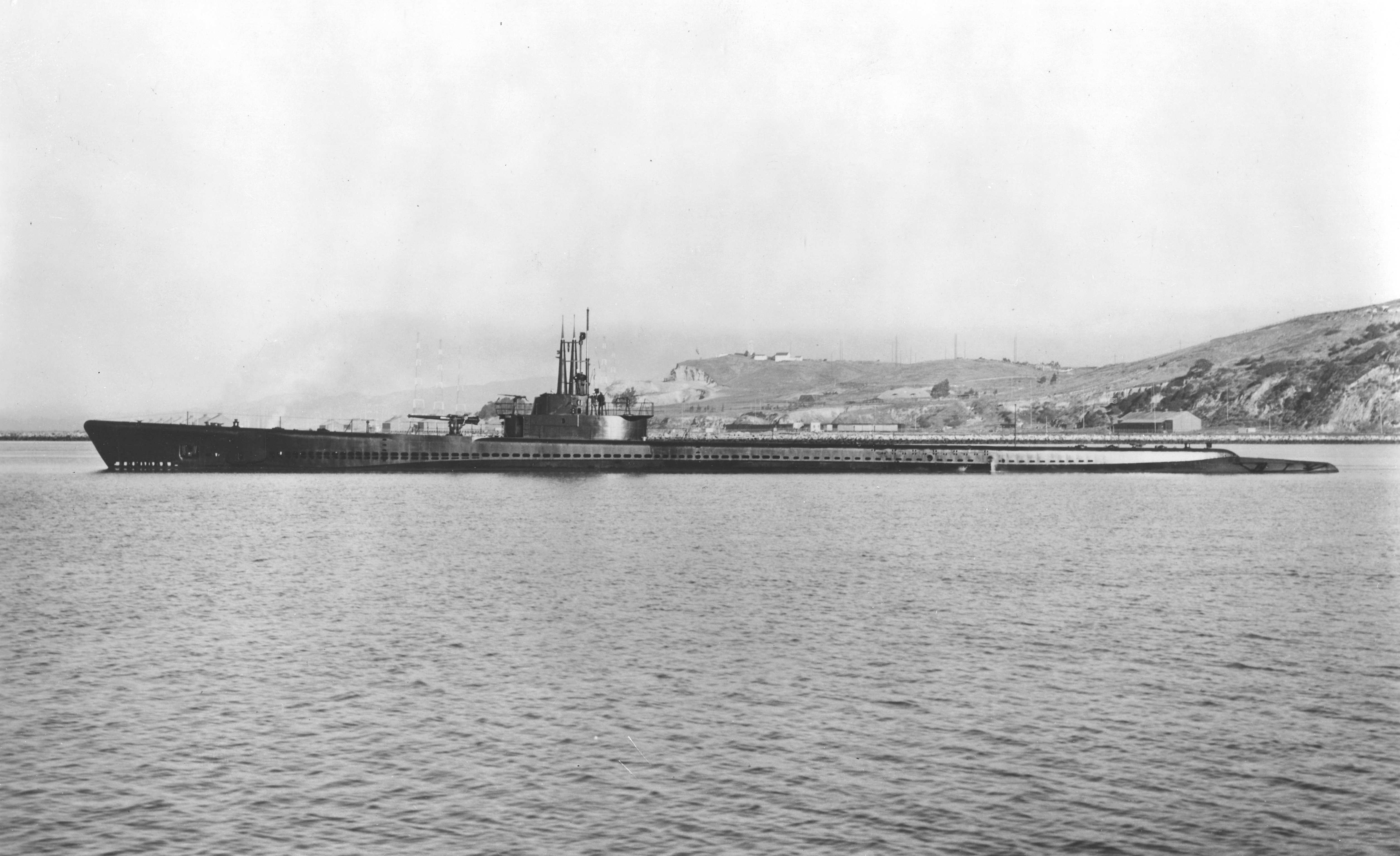
本船団を襲撃したアメリカの潜水艦タング。

10月25日午前0時58分、ミ23船団を護衛する第46号海防艦が、アクティブ・ソナーで敵潜水艦を探知して爆雷を投下した。第46号海防艦は、まもなく浮上航行中のタングを発見して機関銃による攻撃を加えたが、潜航されたため射撃を止めた。第46号海防艦はソナーでタングを再探知して追跡攻撃を試みたが、タングは16ノットと低速のため300m以内に接近することができず、ソナーも雑音が酷くてタングを見失った。
第46号海防艦は発光信号で敵潜水艦出現を船団各船に通報し、船団は大陸沿岸に向けて右回頭して全速退避を開始した。しかし船団はタングを振り切ることはできず、10月25日午前2時8分に烏坵郷北東18km付近で、左列先頭の2AT型タンカー江原丸（日本郵船：6956総トン）が左舷船尾に魚雷を受けて航行不能となった。江原丸は2分後に右舷にもタングの魚雷第2撃を受けて沈没し、乗員・船砲隊14人が戦死した。また、改造タンカーの松本丸（日本郵船：7024総トン）はタングに対して体当たりと機関銃による反撃を試み、タングによる魚雷攻撃を1度は回避したが続いて江原丸を狙った魚雷の1発が命中して浸水により船首が沈下して航行不能となった。
タングは船団に対してさらに攻撃を続けたが、発射した魚雷の最後の1発が左に曲がって進み、自艦に命中してしまった。浸水したタングは海底に着底した。第34号海防艦がアクティブ・ソナーでタングを探知し、漂流中の味方沈没船員への影響に配慮して1発だけ爆雷を投下した。タングの生存者は艦外に脱出を試み、成功したタングのオカーン艦長を含む数人が第34号海防艦により捕虜として収容された。
航行不能となった松本丸の船長は曳航を具申し、護衛艦の指示で僚船の2AT型タンカー第二勇山丸（日本郵船：5397総トン）が莆田市平海湾に曳航して、10月20日午後8時に座洲に成功した。しかし松本丸は傾斜が止まらず、同月26日に北緯25度08分 東経119度16分 / 北緯25.133度 東経119.267度地点で横転沈没した。
生き残った船団各船は10月26日の日中を廈門湾で過ごした後、応援の海防艦笠戸、三宅の護衛協力を得て翌27日に馬公へ到着した。馬公で白沙から便乗者278人が下船した。なお、駒宮（1987年）によれば、廈門湾から別行動を採った艦船が存在する可能性がある。

### 馬公からシンガポールまで
馬公で船団から第二勇山丸ほか1隻の輸送船が分離され、高雄行きで分離済みの3隻および沈没船2隻を合わせて合計7隻が船団から離脱した。代わりに輸送船1隻が新たに加入し、船団は9隻編制となった。特設工作艦白沙もレイテ沖海戦から帰った損傷艦艇を救援するため船団から分離され、海防艦三宅、笠戸の護衛でパラワン島ウルガン湾に向け出航した。護衛部隊もヒ76A船団から移籍の第16号海防艦が加わったため、海防艦6隻の体制に変わった。船団の指揮は第8運航指揮官山本大佐が白沙から第14号海防艦に移乗して執った。
10月29日午前7時、ミ23船団は馬公を出港した。敵潜水艦を警戒して大陸沿岸に接して南下したため、大陸奥地から飛来するアメリカ第14空軍の航空機の作戦圏内に入ってしまい、30日午後8時15分（機種不明大型哨戒機）と31日午前10時15分（B-24爆撃機1機）の2回にわたる空襲を受けたが、護衛艦が応戦して無傷で切り抜けた。この間、10月31日に輸送船1隻」が機関故障のため落伍し、第34号海防艦が付き添っている。
11月4日、船団は経由地のサンジャックに到着したが、同月6日に第1海上護衛隊からそのままの編制でシンガポールに向かうよう指示され、本来の目的地のミリへは向かわないことになった。海防艦はサイゴン港で整備と燃料補給を受けた。輸送船1隻と第34号海防艦が離脱して輸送船8隻・護衛艦4隻に減った船団は、11月9日にサンジャックを出港し、水上偵察機による航空支援も受けつつ、何事も無く12日にシンガポールに到着して運航を打ち切った。

## 結果
ミ23船団は喪失船こそ2隻にとどまったが、情勢の悪化で本来の目的地であるミリにはたどり着くことができなかった。本船団以後も、ミ25船団（2代目）、ミ27船団およびミ29船団の3つのミ船団が本船団が計画したのと同じサンジャック経由の航路でミリを目指したが、目的地に到着したのは「愛宕丸」ほか1隻にとどまっている。本船団から途中離脱した第二勇山丸もミ25船団に加入して行動中の11月15日に撃沈された。
本船団を襲撃中に沈没したタングは自らの発射魚雷が命中した一種の自爆ではあるが、ヒ船団・ミ船団を通じた日本の石油専用護送船団の戦闘史において唯一の敵潜水艦沈没戦果であった。

## 編制

### 当初計画時のミ23船団とミ25船団の編制
ミ23船団
- 輸送船 - 特設工作艦白沙（嚮導船）[6]、ほか不明
- 護衛艦[5] - 第14号海防艦、第20号海防艦、第102号哨戒艇

ミ25船団
- 輸送船 - 不明
- 護衛艦[5] - 第34号海防艦、第38号海防艦、第46号海防艦、第38号哨戒艇

### 佐世保出航時の編制
- 輸送船
  - タンカー - 「江原丸」、「宗像丸」、「松本丸」、「弘心丸」、「第二勇山丸」、「永仁丸」、「栗栄丸」、「山園丸」、「延暦丸」、「松栄丸」
  - その他 - 貨物船「日勝丸」、同「広田丸」、同「陽海丸」、貨客船「雲仙丸」、特設工作艦「白沙」（嚮導船：第8運航指揮班座乗）
- 護衛艦
  - 海防艦 - 第14号、第20号、第34号、第38号、第46号
  - 哨戒艇 - 第38号、第102号

### 馬公出航時の編制
- 輸送船 - 9隻（うち1隻は新規加入）
- 護衛艦
  - 海防艦 - 第14号（旗艦：第8運航指揮班座乗）、第16号、第20号、第34号、第38号、第46号